# Sakuranina
Sakuranin es una flavanona, un tipo de flavonoide. Es el -O-glucósido de sakuranetin. Se puede encontrar en especies de Prunus